# شاد قلدي
الحاج سيف الدين شاد قلدي باديشاه (بالتركية الأناضول القديمة: شاد كلدی؛ تُوفي عام 1381 م) كان أمير أماسية من عام 1359 م حتى وفاته. كان ثاني أكبر أبناء حاجي كوتلو شاه وأصبح أمير أماسية في آب-أيلول 1359 م. تلقى تعليمه على يد مولانا فخر الدين إلياس في أماسية وكان زميل دراسة للطبيب الإيراني الأقصرائي. كان مخلصًا لعلاء الدين آرتين في البداية ولكنه مارس الحكم الذاتي بعد وفاته.

## الحياة المبكرة والعهد الأول
كان شاد قلدي ثاني أكبر أبناء حاجي كوتلو شاه. تلقى تعليمه على يد مولانا فخر الدين إلياس في أماسية وكان زميل دراسة للأقصرائي. عيّنه حاجي كوتلو شاه أميرًا لأماسية في آب-أيلول 1359 م وأرسل شقيقه الأكبر والأمير السابق لأماسية، شهاب الدين أحمد شاه، ليحكم سيواس، وغادر لمحاربة القرامانيين. عندما توفي كوتلو شاه وكان معظم الجيش في الخارج معه، أجبر علاء الدين علي بك، الذي ادعى الحكم في عام 1361 م، شاد قلدي على الخروج من أماسية.

## العهد الثاني
بعد أشهر قليلة، استعاد شاد قلدي الحكم، وعيّن أمير نيكسار سراج الدين محمد بك، قاضي القضاة (الوزير) من أماسية، ونظام الدين محمود في دور قاضي العسكر، والأقصرائي في دور قاضي أماسية، وجومشلو أوغلو الحاج سنان الدين يوسف في دور الدفتردار.

## ملحوظات
1. ↑  ويعرف عاميًا باسم شاد قلدي باشا.

## فهرس
- Uzunçarşılı, İsmail Hakkı (20 Apr 1968). "Sivas - Kayseri ve Dolaylarında Eretna Devleti" [State of Eretna in Sivas - Kayseri and Around]. BELLETEN (بالتركية). Turkish Historical Association. 32 (126): 161–190. Archived from the original on 2025-04-04. Retrieved 2023-10-28.
- Yasar, Hüseyin Hüsameddin (1927). Amasya Tarihi [History of Amasya] (بالتركية). Istanbul: Amasya Municipality. Vol. III. OCLC:19375469. Retrieved 2023-11-02.